# 五音琴譜
《五音琴譜》，古琴譜，明藩王朱珵輯。

## 琴譜介紹
上海圖書館藏，明刊本，二卷。有萬曆七年己卯秋八月瀋國保定王德軒序。上卷爲宮調及商調曲，下卷爲商角曲及外調曲，凡三十六曲。